# نقل إلى الاسمية
النقل إلى الاسمية تحويل اللفظ، من مصدر وفعل وصفة وحرف، إلى اسم.
عند نقل الصفة إلى اسم، يسمى النقل النقل من الوصفية إلى الاسمية، مثلما يقال النقل من الفعلية إلى الاسمية ومن الحرفية ونحو ذلك.

## أمثلة
- «الخاصَّة ضدُّ العامَّة كالخاص والتاءُ ليست للتأنيث بل للنقل من الوصفيَّة إلى الاسميَّة كما في لفظ الحقيقة. أي أن الخاصَّة ليست مؤنث الخاصّ كما أن الحقيقة ليست مؤنَّث الحقيق. […] وقولهم خاصةً مصدرٌ كعافية. وهي ضدَّ عامَّة. والتاءُ فيها للتأنيث أو للمبالغة كما في رواية. […] ج خواصُّ» — لسان العرب، مادة خص
- «الحقيقة: اسم أريد به ما وضع له، فعلية من: حق الشيء، إذا ثبت، بمعنى فاعلة، أي حقيق، والتاء فيه للنقل من الوصفية إلى اسمية كما في العلامة، لا للتأنيث.» — تعريفات الجرجاني